# Хайр ад-Дін Барбаросса
Хайр ад-Дін Барбаросса або Хизир Хайреддін-паша (тур. Barbaros Hayreddin Paşa або Hızır Hayreddin Paşa; між 1466 і1478 — 4 липня 1546), народжений як Хизир, пізніше відомий як Хизир-реїс (тур. Hızır Reis) і з 1533 року як Хайр ад-Дін — берберський корсар, султан Алжиру, бейлербей Північної Африки і капудан-паша (верховний адмірал) флоту Османської імперії. Молодший брат відомого корсара Арудж-реїса. 

## Походження
Хизир народився десь між 1466 і 1478 роками в містечку Палайокіпос на острові Лесбос в родині османського сипаха Якуба Аги, що був за походженням турком або албанцем з Яниці (Центральна Македонія в сучасній Греції) і православної гречанки Катерини з Мітилени на Лесбосі. Його мати була вдовою православного священика. Пара одружилася і мала двох доньок та чотирьох синів: Ісхака, Аруджа, Хизира та Ілляса. Якуб брав участь в османському завоюванні Лесбосу в 1462 році, під час якого османи відвоювали острів у генуезької династії Гаттілузіо (яка володіла островом і утримувала спадковий титул сеньйорів Лесбоса між 1355 і 1462 роками) і в якості винагороди отримав в феод село Бонова на цьому острові. Він став відомим гончарем і придбав човен для торгівлі своїми виробами.

## Ранні роки
Успадкувавши після загибелі старшого брата, Арудж-реїса, велику піратську флотилію у кілька тисяч вояків, Хизир-реїс у 1518 році проголосив себе султаном Алжиру і визнав верховну владу Османської імперії.
Він продовжив справу старшого брата Арудж-реїса, тобто продовжував захоплення нових земель. Іспанці готували напад на Алжир, але Хизир очікував на такий поворот. 17 серпня 1518 року численна іспанська армія під командуванням віце-короля Сицилії Уго де Монкади підійшла до мурів Алжиру. Іспанці вимагали негайної здачі. Хайр ад-Дін відмовився, вирішивши стояти до кінця. Монкада був готовий штурмувати фортецю, але командувач артилерією відмовив його, запропонувавши зачекати на підкріплення, надісланого султаном Тлемсена. Але несподіваний ураганний вітер знищив 26 іспанських кораблів. Загинуло близько чотирьох тисяч солдат. Без особливих зусиль Хайр ад-Дін розправився з рештками іспанської армії.
Султан Османської імперії Сулейман I призначив його капудан-пашею (головнокомандувачем) всього османського флоту і бейлербеем (бейлербей — «емір емірів»). Посадовців, що мали на той час такий титул в Османській імперії було всього сім чоловік) Північної Африки. Так як Османська імперія в цей час уклала військовий союз з Францією, воїни Барбаросси вели дії проти флоту супротивників короля Франциска I, перш за все імператора Священної Римської імперії і короля Іспанії Карла V Габсбурга.
Активна діяльність османського флоту під керівництвом Барбаросси потребувала значних зусиль від Карла V, який направив в 1538 році проти них потужний флот на чолі з видатним генуезьким флотоводцем Андреа Доріа. Об'єднаний християнський флот, що складався з флотилій Венеційської республіки, республіки Генуя, військових кораблів Папської держави і лицарів ордена св. Іоанна налічував 157 кораблів і 60 тис. солдатів. Османський флот складався з 122 галер і 22 тис. солдатів. 28 вересня 1538 року під час Битви при Превезі Хайр ад-Дін Барбаросса повністю розбив флотилію супротивника, а адмірал Андреа Доріа втік з поля бою. В результаті, не дивлячись на ряд інших перемог в Туніської кампанії, іспанці програли війну Барбароссі.
У 1538—1540 роках Барбаросса продовжував успішно діяти біля берегів Іонічного і Адріатичного морів, за що отримав від султана почесний титул Хайр-ад-Дін (Охоронець віри).
У 1543 році Барбаросса був посланий Сулейманом I на допомогу французькому королю Франциску I, який воював з імператором Карлом V, і 22 серпня 1543 року допоміг Франциску захопити Ніццу, за що французи надали можливість усьому османському флоту Барбаросси перезимувати в порту Тулона. З цією метою з Тулону було виселене усе християнське населення, а місцевий собор було тимчасово переобладнано на мечеть.
Після укладення миру в 1544 році, на зворотному шляху Барбаросса розграбував острів Ельба, міста Таламона, Монтіано, Порто Ероколе, Орбетелло, острова Джильо, Іскья, Прочіда, Ліпарські острови і узбережжя затоки Полікастро. Тоді ж він викупив свого друга і помічника Тургут-реїса з генуезького полону.
Назбиравши величезний статок, Барбаросса прожив останні роки у Стамбулі, де й помер у своєму палаці над Босфором й був похований у зведеній ним мечеті. Упродовж тривалого часу кожен османський корабель, що виходив з бухти Золотий Ріг, давав салют перед його мавзолеєм, а команда здійснювала молитви на честь найвеличнішого османського мореплавця й могутнього пірата.